# Língua brahui
A língua brahui (em brahui: براهوئی) é uma línguas dravídica falada sobretudo na região do Baluchistão, na sua parte paquistanesa, mas também  nas porções afegã e iraniana, afora os falantes expatriados no Iraque, Catar e nos Emirados Árabes Unidos. No Paquistão, é falada principalmente no planalto do Kalat. Todavia, a maior parte dos falantes não sabe ler ou escrever a língua. Muitos são bilíngues e falam também o balúchi.
Ainda que  compartilhe imenso vocabulário com as demais línguas dravidianas faladas no sul da Índia e no Sri Lanka (portanto, distantes mais de 1.500 km), a língua brahui foi bastante influenciada pelos idiomas indo-iranianos falados nas zonas adjacentes. Acredita-se que a sua presença no Paquistão seja remanescente das civilizações do Vale do Indo, e que as  línguas dravidianas  tenham sido, noutros tempos, muito mais difundidas pelo subcontinente indiano.

## Distribuição
O brahui é falado nas áreas do sudoeste do Paquistão, bem como em regiões do Afeganistão e do Irã que fazem divisa com o Paquistão. Porém, muitos membros da etnia brahui já não usam o idioma. O Ethnologue registrava, em 2016, cerca de três milhões de falantes - dos quais mais de 90%  vivendo no Paquistão, principalmente no Baluchistão.

## Classificação
A língua Brahui pertence, junto com as línguas Kurukh (Oraon) e Língua malto, à subfamília norte das línguas dravidianas. Foi muito influenciada pelas línguas iranianas faladas na área, principalmente pelo Balúchi.
A língua brahui é avaliada como de recente migração para sua  região atual. Estudiosos entendem que o Brahui tenha chegado ao  Baluchistão por volta do ano 1000 d.C.. A ausência de de quaisquer antigas palavras de origem Avestana (iraniana) reforça essa hipótese. A maior contribuição de palavras para o idioma brahui veio da língua balúchi, idioma das línguas iranianas do noroeste que teria vindo para o  Baluchistão, oriunda da Índia central somente por volta do ano 1000 da nossa era. O estudioso Sergent, porém, supõe essa migração tenha ocorrido entre os séculos XII e XIV. Além disso, há uns poucos linguistas que sugerem a hipótese que o Brahui seja um remanescente da então muito mais dispersa família Dravidiana que foi eliminada ou substituída pela chagada das línguas indo-arianas ao sul do Ásia.

## Dialetos
Os dialetos do brahui são:  kalat (padrão), jhalawan e sarawan.

## Ortografia
O brahui é a única das línguas dravidianas que nunca foi escrita com um grafia originária da escrita brami, mas com o alfabeto árabe. Porém, mais recentemente uma escrita com base no alfabeto latino chamada Brolikva (forma curta para Brahui Roman Likvar foi desenvolvida para essa língua pelo “Brahui Language Board” Universidade Balúchi de Quetta.
Abaixo, veja-se o alfabeto da “Bráhuí Báşágal Brolikva”:
| b | á | p | í | s | y | ş | v | x | e | z | ź | ģ | f | ú | m | n | l | g | c | t | ŧ | r | ŕ | d | o | đ | h | j | k | a | i | u | ń | ļ |

## Extinção
Conforme relatório da UNESCO (2009), o Brahui é uma das 27  em vias de extinção, em perigo. É classificada no status de “insegura”, o primeiro e mais brando dos cinco níveis definidos pela Unesco (Insegura, Definitivamente ameaçada, Severamente ameaçada, Criticamente ameaçada, Extinta).

### Publicações
Haftaí Talár se tornou recentemente o primeiro jornal diário escrito em Brahui usando o alfabeto latino. Trata-se de uma “tentativa de padronizar e desenvolver a língua Brahui para atingir os requisitos de um discurso moderno nos aspectos político, social e científico."

## Amostras
De Harvnb –Bashir (2003):
- um - asiŧ
- dois - iraŧ
- três - musiŧ
- o que - anth